# Bobby Lammie
Robert Lammie, detto Bobby (Stranraer, 10 febbraio 1997), è un giocatore di curling britannico con cittadinanza scozzese, vicecampione olimpico a Pechino 2022 nel torneo maschile.

## Biografia
È nipote di Hamilton McMillan e cugino di Hammy McMillan Jr., entrambi giocatori di curling di caratura internazionale.
Ha rappresentato la Gran Bretagna ai Giochi olimpici invernali di Pechino 2022, dove ha vinto la medaglia d'argento nel torneo maschile, insieme ai compagni di squadra Bruce Mouat, Grant Hardie, Hammy McMillan Jr. e Ross Whyte. In carriera ha vinto anche quattro Europei, mentre ha conquistato un oro, un argento e un bronzo ai Mondiali.

## Palmarès

### Per la Gran Bretagna
- Giochi olimpici

Pechino 2022: argento nel torneo maschile;
- Universiadi

Almaty 2017: oro nel torneo maschile;

### Per la Scozia
- Mondiali

Las Vegas 2018: bronzo nel torneo maschile;
Calgary 2021: argento nel torneo maschile;
Ottawa 2023: oro nel torneo maschile;
Moose Jaw 2025: oro nel torneo maschile;
- Europei

Tallinn 2018: oro nel torneo maschile;
Lillehammer 2021: oro nel torneo maschile;
Östersund 2022: oro nel torneo maschile;
Aberdeen 2023: oro nel torneo maschile;
Lohja 2024: argento nel torneo maschile;
- Mondiali junior

Östersund 2012: bronzo nel torneo maschile;
Soči 2013: oro nel torneo maschile;